# Kup Krešimira Ćosića 2017./18.
Kup Krešimira Ćosića za 2017./18. je dvadeset i sedmo izdanje ovog natjecanja za hrvatske košarkaške klubove.  Natjecanje je peti put zaredom i šesti put ukupno osvojila "Cedevita" iz Zagreba.

## Rezultati

### Kvalifikacije - I. dio

#### Južna regija
| klub1     | rez.      | klub2                 | izvori    |
| završnica | završnica | završnica             | završnica |
| --------- | --------- | --------------------- | --------- |
| Dubrovnik | 56:62     | Sonik Puntamika Zadar | [ 2 ]     |

#### Sjeverna regija
| klub1            | rez.      | klub2     | izvori    |
| završnica        | završnica | završnica | završnica |
| ---------------- | --------- | --------- | --------- |
| Čakovec Globetka | 82:90     | Đakovo    | [ 3 ]     |

#### Središnja regija
Pobjednik: 
- Sesvete[4]

#### Zapadna regija
Pobjednik: 
- Stoja Pula[4]

### II. dio
Utakmice 2. dijela kupa su se igrale u studenom i prosincu 2017. godine u tri kruga i utakmicom repesaža.

#### I. krug
Referetni datum za odigravanje utakmica je bio. 18. studenog 2018.
| klub1                  | rez.      | klub2            | izvori       |
| ---------------------- | --------- | ---------------- | ------------ |
| Borovo Vukovar         | 20:0 p.f. | Stoja Pula       | [ 6 ] [ 7 ]  |
| Đakovo                 | 20:0 p.f. | Grafičar Ludbreg | [ 8 ]        |
| Kvarner 2010 Rijeka    | 80:96     | Rudeš Zagreb     | [ 9 ]        |
| Sonik Puntamika Zadar  | 91:69     | Šanac Karlovac   | [ 10 ]       |
| Gorica (Velika Gorica) | 110:64    | Sesvete          | [ 6 ] [ 11 ] |
| Pula 1981              | 88:86     | Podravac Virje   | [ 6 ] [ 12 ] |
| Universitas Split      | 83:93     | Agrodalm Zagreb  | [ 13 ]       |
| Istrauni Pula          | 13:84     | Bosco Zagreb     | [ 14 ]       |

#### II. krug
| klub1                  | rez.      | klub2          | izvori |
| ---------------------- | --------- | -------------- | ------ |
| Đakovo                 | 83:108    | Borovo Vukovar | [ 15 ] |
| Sonik Puntamika Zadar  | 80:70     | Rudeš Zagreb   | [ 16 ] |
| Gorica (Velika Gorica) | 20:0 p.f. | Pula 1981      | [ 17 ] |
| Agrodalm Zagreb        | 20:0 p.f. | Istrauni Pula  | [ 18 ] |

#### III. krug
| klub1                  | rez.      | klub2           | izvori |
| ---------------------- | --------- | --------------- | ------ |
| Sonik Puntamika Zadar  | 20:0 p.f. | Borovo Vukovar  | [ 19 ] |
| Gorica (Velika Gorica) | n.i.      | Agrodalm Zagreb | [ 19 ] |

#### Repesaž
Nije igrano

### III. dio

#### Osmina završnice
Utakmice osmine završnice, odnosno četvrtog kruga Kupa Krešimira Ćosića su po rasporedu igrane 6. i 7. siječnja 2018.

| klub1                           | rez.   | klub2                   | izvori |
| ------------------------------- | ------ | ----------------------- | ------ |
| Ribola Kaštela (Kaštel Sućurac) | 74:78  | Zagreb                  | [ 22 ] |
| Vrijednosnice Osijek            | 62:67  | Šibenik                 | [ 23 ] |
| Škrljevo                        | 78:63  | Hermes Analitica Zagreb | [ 24 ] |
| Sonik Puntamika Zadar           | 92:85  | Gorica (Velika Gorica)  | [ 24 ] |
| Split                           | 67:76  | Cibona Zagreb           | [ 25 ] |
| Agrodalm Zagreb                 | 70:103 | Zadar                   | [ 26 ] |
| Cedevita Zagreb                 | 118:79 | Jazine Arbanasi Zadar   | [ 27 ] |
| Alkar Sinj                      | 67:77  | Zabok                   | [ 28 ] |

### Završni turnir
Završni turnir u "Final eight" formatu je igran od 14. do 17. veljače 2018. u Zadru u Dvorani Krešimira Ćosića.

| klub1           | rez.            | klub2                 | izvori          |
| četvrtzavršnica | četvrtzavršnica | četvrtzavršnica       | četvrtzavršnica |
| --------------- | --------------- | --------------------- | --------------- |
| Zagreb          | 63:114          | Cedevita Zagreb       | [ 32 ]          |
| Šibenik         | 84:86           | Zabok                 | [ 33 ]          |
| Škrljevo        | 72:80           | Cibona Zagreb         | [ 34 ]          |
| Zadar           | 104:61          | Sonik Puntamika Zadar | [ 35 ]          |
|                 |                 |                       |                 |
| poluzavršnica   |                 |                       |                 |
| Cedevita Zagreb | 66:59           | Zabok                 | [ 36 ]          |
| Zadar           | 61:73           | Cibona Zagreb         | [ 37 ]          |
|                 |                 |                       |                 |
| završnica       |                 |                       |                 |
| Cedevita Zagreb | 86:74           | Cibona Zagreb         | [ 38 ]          |

## Unutarnje poveznice
- Kup Krešimira Ćosića
- Premijer liga 2017./18.
- Prva liga 2017./18.
- Druga liga 2017./18.
- Treća liga 2017./18.
- Četvrta liga 2017./18.

## Vanjske poveznice
- hks-cbf.hr, Kup Krešimira Ćosića
- crosarka.com, Kup Krešimira Ćosića
- scoresway.com, Kup Krešimira Ćosiča 2017./18.  Arhivirana inačica izvorne stranice od 3. ožujka 2021. (Wayback Machine)
- sportnet.hr, Kup Krešimira Ćosiča 2017./18. - završni turnir  Arhivirana inačica izvorne stranice od 3. ožujka 2021. (Wayback Machine)